# Índex de color
En astronomia, l'índex de color és la diferència entre magnituds aparents d'un astre. És una expressió numèrica simple que determina el color d'un objecte, que en el cas de les estrelles ens dona la seva temperatura.
Per mesurar l'índex, s'observa la magnitud d'un objecte successivament amb dos diferents instruments, tals com un U i un B, o un B i un V, on U és sensible als raigs ultraviolats, B és sensible a la llum blava, i V és sensible a la llum visible (verd - groc) (vegeu: sistema UBV). El conjunt de bandes o de filtres s'anomena sistema fotomètric. La diferència de magnituds obtinguda amb diferents instruments s'anomena l'índex de color U-B o B-V, respectivament. Quan menor és l'índex de color, més blau (o més calent) és l'objecte. A la inversa, con més gran és l'índex de color, més vermell (o més fred) és l'objecte. Això és conseqüència de l'escala logarítmica de magnitud, en la qual els objectes més brillants tenen una magnitud (més negativa) menor que els d'esclat més feble. Per exemple, el Sol, de color, groc té un índex B-V 0,656±0,005, mentre Rigel, de color blau, té un índex B-V -0,03 (la seva magnitud B és 0,09 i la seva magnitud V és 0,12, B-V=-0,03).
Els índexs dels objectes distants estan sovint afectats per l'extinció interestel·lar, això és, estan més enrogits que les estrelles més pròximes. La quantitat d'enrogiment està caracteritzat per un excés de color, definit com a la diferència entre l'índex de color observat i l'índex de color normal (o índex de color intrínsec), l'hipotètic índex de color vertader de l'estrella no afectat per l'extinció.
Per exemple, en el sistema fotomètric UBV podem escriure pel color B-V:
{\displaystyle E_{B-V}=(B-V)_{\textrm {Observed}}-(B-V)_{\textrm {Intrinsic}}}
Les bandes que les majoria dels astrònoms usen són les dels filtres UBVRI, on els filtres U, B, i V són els abans mencionats, el filtre R deixa passar la llum de color roig, i el filtre I deixa passar la llum infraroja. Aquest sistema fotomètric a vegades s'anomena el sistema de filtres Johnson-Cousins, anomenat així degut als noms dels creadors del sistema (vegeu les referències). Aquests filtres foren determinats com a combinacions particulars de filtres de vidre o tubs fotomultiplicadors. Michael S. Bessel donà unes especificacions per un conjunt de filtres de transmissió per una resposta plana del detector, d'aquesta manera es quantifica el càlcul dels índexs de color. Per precisió, s'escullen parells de filtres apropiats depenent de la temperatura de l'objecte: B-V pels objectes del rang mitjà, U-V pels objectes més calents, i R-I pels més freds.